# Rakovicai felkelés
A rakovicai felkelés (horvátul: Rakovička buna) egy fegyveres felkelés volt, melyet 1871-ben Eugen Kvaternik horvát politikus vezetett az Osztrák–Magyar Monarchia hatóságai ellen, azzal a céllal, hogy egy független horvát államot hozzanak létre. A közép-horvátországi Rakovica faluról elnevezett felkelés 1871 októberében mindössze négy napig tartott, és a horvát lázadók vereségével végződött.

## Előzmények
A kiegyezés és az ezt követő horvát-magyar rendezés (1868) megkötése után Horvátországban és Szlavóniában kialakult elégedetlenség légkörében a Jogpárt tagjainak egy része nemcsak a bécsi és a budapesti hatóságok elleni lázadás gondolata mellé sorakozott fel, hanem az unionista Rauch Levin bán ellen is szervezkedett. A felkelést a Jogok Pártján belül bekövetkezett számos változás és válság előzte meg. Eugen Kvaternik sokáig szeretett volna visszatérni a Száborba. De már nem voltak olyan támogatói, akik segítették volna ebben a céljában (ahogyan ezt egykor Rauch bán tette), másrészt Rauch utóda, az unionista Bedekovich Kálmán bán sem tette lehetővé politikai szereplését. Ante Starčević, aki ebben a kiváltságban részesült, maga is elismerte, hogy Kvaternik parlamenti képviselővé választása fontosabb lett volna, mint a saját parlamenti poziciója. Ennek ellenére Kvaternik a mandátumáról lemondó Eda Halper révén megkaphatta volna ezt a lehetőséget, de a katolikus egyház ellenállása miatt végül ez nem valósult meg. Kvaternik remélte, hogy Isten, aki „nem csak az emberek, hanem főként és mindenekelőtt a nemzetek sorsát egyengeti”, végül a „rablók” csapatába, azaz a Száborba juttatja. Közvetlenül Rakovica előtt azt írta Halpernek, hogy most már megértette, miért nem az volt Isten akarata, hogy bekerüljön a Parlamentbe.
1870 végén és 1871 elején nagy nézeteltérések voltak a párton belül, amelyek csaknem szakadáshoz vezettek. A konfliktus fő oka a vallás kérdése volt, de ezt egy kompromisszummal elsimították. A katonai határőrvidékek fejlődési folyamatában és a Horvátországhoz való csatlakozásuk kapcsán keletkezett zűrzavar felébresztette benne a reményt, hogy a határőrezredek követik őt a „sváb-magyar uralom” elleni szabadságharcban. De akkoriban a krajnai parasztok jobban tartottak a magyaroktól, mint Ausztriától, mert féltek az újabb adók bevezetésétől, ami később meg is történt. Ezen túlmenően a régió lakosait felháborította a földbirtokok kataszteri felmérése és az erdőirtás. Kvaternikben mindez azt a benyomást keltette, hogy itt a megfelelő ideje annak a felkelésnek, amely továbbterjedve belső instabilitása miatt fenyegetheti a Monarchiát. Kvaternik mellett a felkelés fő vezetői Ante Rakijaš (1864 óta a Kvaternik társa), Vjekoslav Bach (jogász és a Hervatska jobboldali újság felelős szerkesztője), Petar Vrdoljak (a rakovicai felkelés fő kirobbantója), a Čuići testvérek Broćancból valamint Ante Turkalj (Rakovicai községi jegyző) voltak. A szándék az volt, hogy ha a felkelés sikerrel jár Ante Starčević vezetésével jobboldali kormányt alakítsanak, de ha vereséget szenved, csak ők szenvedjék el a következményeket, és így a párt tovább fennmaradthat.

## A felkelés lefolyása
A felkelés a megbeszélt időpontnál három nappal korábban, 1871. október 7-én este kezdődött, amikor Eugen Kvaternik, Ante Rakijaš és Rudolf Fabijani Károlyvárosból Broćanacba érkeztek, ahol Čuić házában a régensnek kinevezett Kvaternik vezetésével megalakult az Ideiglenes Horvát Népi Kormány. Az Eugen Kvaternik elnökletével megtartott ülésen a következő minisztereket nevezték ki: Petar Vrdoljak belügyminiszter, Ante Rakijaš hadügyminiszter, Vjekoslav Bach pénzügyminiszter, Rade Čuić a felkelő hadsereg parancsnoka, Ante Turkalj pedig Ogulini nagyzsupán.
Másnap, 1871. október 8-án Kvaternik 200 fegyveres határőrrel és kibontott horvát zászlóval Rakovica felé vette az irányt, amelyet a kormány székhelyéül jelöltek ki. Rakovica, Broćanac, Brezovac, Mašvina, Plavča Draga és Močila falvak azonnal csatlakoztak a felkeléshez. Az említett helyekről származó ortodox keresztények is részt vettek a felkelésben. Az akkor elfogadott kiáltványban a törvény előtti egyenlőség, teljes önkormányzatiság, a Krajina katonai közigazgatásának megszüntetése és a szabad megyék bevezetése, valamint az szerepelt, hogy mindkét vallású papoknak „szeretetre és harmóniára kell tanítaniuk a népet”.
Ugyanezen a napon Ante Rakijašt és Rade Čuićot 300 katonával Drežnikbe küldték, hogy az ottani népet is megnyerjék a felkelésnek, de ők eredmény nélkül tértek vissza Rakovicába.
Október 9-én a felkelők Kvaternik vezetésével Plaškiba indultak, és az éjszakát Plavča Draziban töltötték. Október 10-én, kedden dél körül Plaškiba megérkezve nem ütköztek katonai ellenállásba. A történtekre csak ekkor reagált az osztrák hadsereg, és az Ogulini ezred érkezésének hírére Kvaternik 1700 katonájának nagy része elmenekült, csupán alig több mint 400-an maradtak mellette. Ezt látva Kvaternik úgy döntött, hogy azokkal, akik még mellette maradtak a Močila falutól nem messze fekvő Ljupča-hegységbe vonul vissza, és ott töltik az éjszakát.
Amíg azonban a felkelők Plaškiban tartózkodtak, Ratković, az otocsáni ezred őrnagya október 10-én a seregével bevonult Rakovicára. Az áruló Miloš Kosanović ekkor a következőket mondta Rašić őrnagynak: „Őrnagy úr! Tájékoztatom Önöket, hogy a felkelők a Ljupča-hegységben táboroznak, de mi, 30-an Močilból elhagytuk őket, és Maxim Momčilović házánál csapdát állítunki nekik és megöljük őket. Azonban attól tartunk, hogy Broćan és Brezovica népe, akik velük maradtak, felgyújtják a házunkat. Ezért hajnalban legyen velünk egy különítmény katona, mert a felkelők fogva tartják a vezetőinket, és azt mondták, hogy az első lövés elhangzása után azonnal kivégzik őket. Mi ennyien túl gyengék vagyunk. Én és Maksim Momčilović úgy döntöttünk, hogy minden emberünket (vagyis Kvaterniket és Rakijašt) lelőjük”.
Október 11-én a Miloš Kosanović és Maksim Momčilović a felkelők soraiból származó harminc másik árulóval együtt felállított lesből támadva, és összejátszva Stanko Rašić őrnagy csapatával megölték Kvaterniket, Bachot és Rakijašt. Plaškiból a Ljupča-szoroson és Močilon át nyomultak előre, amikor aznap hajnalban a felkelők maradványai már a határ felé tartottak, hogy az Oszmán Birodalomba vonuljanak át. Rade Čuićnak sikerült előbb Boszniába, majd Szerbiába szöknie.
A meggyilkolt Kvaternik, Bach és Rakijaš holttestét a gyilkosság helyszínén kifosztották, majd az út melletti árokba dobták. Egy idő után holttestüket Rakovicára szállították, és a Drežnik felé vezető út melletti közös sírba temették, ahol 50 évig jelöletlen sírban maradtak. 1921-ben, a Rakovicai felkelés ötvenedik évfordulóján Eugen Kvaternik és társai, Ante Rakijaš és Vjekoslav Bach földi maradványait a Horvát Sárkány Testvérek Társaságának szervezésében a zágrábi székesegyházba szállították, ahol Zrínyi Péter és Frangepán Ferenc Kristóf mellé temették őket.

## Következmények
Amint a felkelést felszámolták, a hatóságok megkezdték a többi felkelő elfogását. Kilencvennyolcukat azonnal letartóztatták. A negyedik napon hét embert (Petar Ugarković határőrt, Petar Čuić regrutát, Marko Milošević határőrt, Janko Čuić határőrt, Ilija Šaša határőrt, Jozo Stergar regrutát és Petar Tepavac határőrt „lázadás bűntette miatt” kötél általi halálra ítéltek. Mivel nem volt hóhér, aki ezt a feladatot elvégezte volna, mindannyiukat ugyanazon a napon golyó által végezték ki. Három nappal később Lazo Čuić határőrt, Filip Milanović altisztet, Petar Došen határőrt és Miladin Šaša regrutát is halálra ítélték. Az utóbbi kivételével mindenkit lelőttek, ő azonban kegyelmet kapott és tizennyolc év börtönre ítélték. Letartóztatták még Petar Vrdoljakot (később 12 év szigorított börtönbüntetésre ítélték, áprilisban és októberben börtönbüntetése végéig magánzárkában tartották), Rudolf Fabijanit (ártatlannak nyilvánították és szabadon engedték) és Ante Turkaljt, valamint  Milovan Miljković (14 év szigorított börtön), Maksim Čuić (8 év szigorított börtön), Lazo Šaša (4 év szigorított börtön) Mihael Bosnić (ártatlannak nyilvánították és felmentették), Petar Vojnović (ártatlannak nyilvánították és felmentették), Mihajlo Manojlović (ártatlannak nyilvánították és felmentették) és Stjepan Đaković (ártatlannak nyilvánították és felmentették) határőröket.

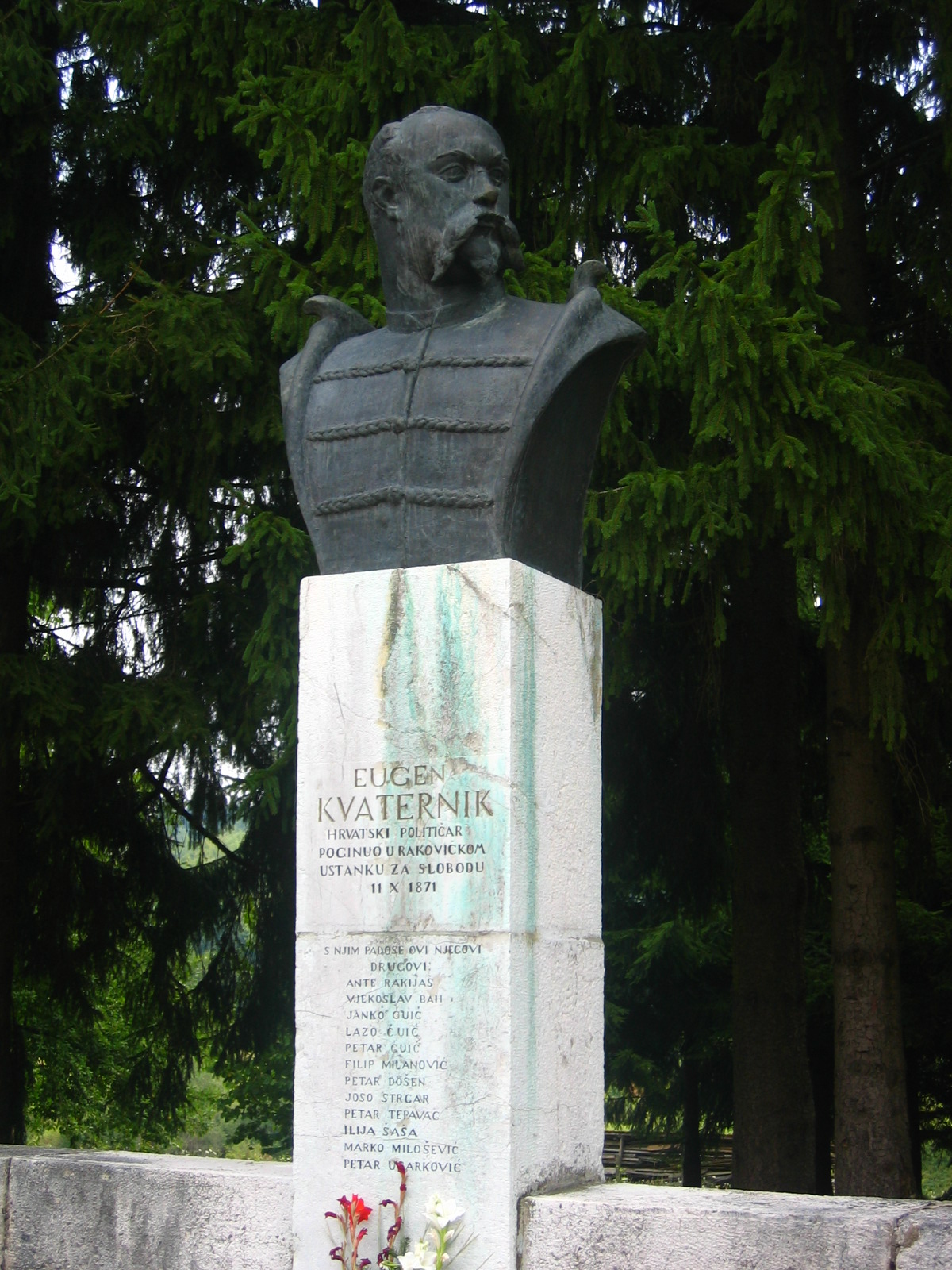
Eugen Kvaternik rakovicai emlékműve

A letartóztatások ezután nem szűntek meg, október 12. és 13. között szinte minden Starčević vezetéknevű zágrábi lakost letartóztattak. Letartóztatták Antun Starčevićet, unokaöccsét, Davidot, Đurót, aki tanítóképzőn végzett, és az ifjabb Antunt, aki akkor még középiskolás volt. Velük együtt letartóztatták Fran Matasić ügyvédet, a Hervatska utolsó számának szerkesztőjét, Milan Novakot, az Adóhivatal gyakornokát (kiáltványírással gyanúsították) és Danilo Medić írót is. Hamarosan szabadon engedték mindkét ifjú Starčevićet, Milan Novakot és Danilo Medićet, Antun és David Starčević pedig kevesebb mint két és fél hónapig ült előzetes letartóztatásban, egészen 1871. december 24-ig, amikor szabadon engedték őket, és minden további eljárást felfüggesztettek ellenük. Ebből a csoportból csak egy főt állítottal bíróság elé, Fran Matasić ügyvédet, akit 7 év szigorított börtönre ítéltek.

## Emlékezete
- 1933-ban Rakovicán Eugen Kvaternik és a felkelők tiszteletére emlékművet emeltek, mely Marijan Matijević szobrászművész alkotása.

- 2011. október 8-án a Drežnik felé vezető út mellett, azon a helyen, ahol Eugen Kvaterniket, Ante Rakijašt és Vjekoslav Bachot eredetileg eltemették, a Horvát Sárkány Testvérek Társasága tagjai emlékművet állítottak fel nekik.[16]

- 2012. október 7-én emlékművet avattak azon a helyen, ahol a rakovicai felkelés elkezdődött.[17]

## Fordítás
Ez a szócikk részben vagy egészben  a    Rakovički ustanak című horvát Wikipédia-szócikk ezen változatának fordításán alapul.  Az eredeti cikk szerkesztőit annak laptörténete sorolja fel. Ez a jelzés csupán a megfogalmazás eredetét és a szerzői jogokat jelzi, nem szolgál a cikkben szereplő információk forrásmegjelöléseként.